# Biomas montanos

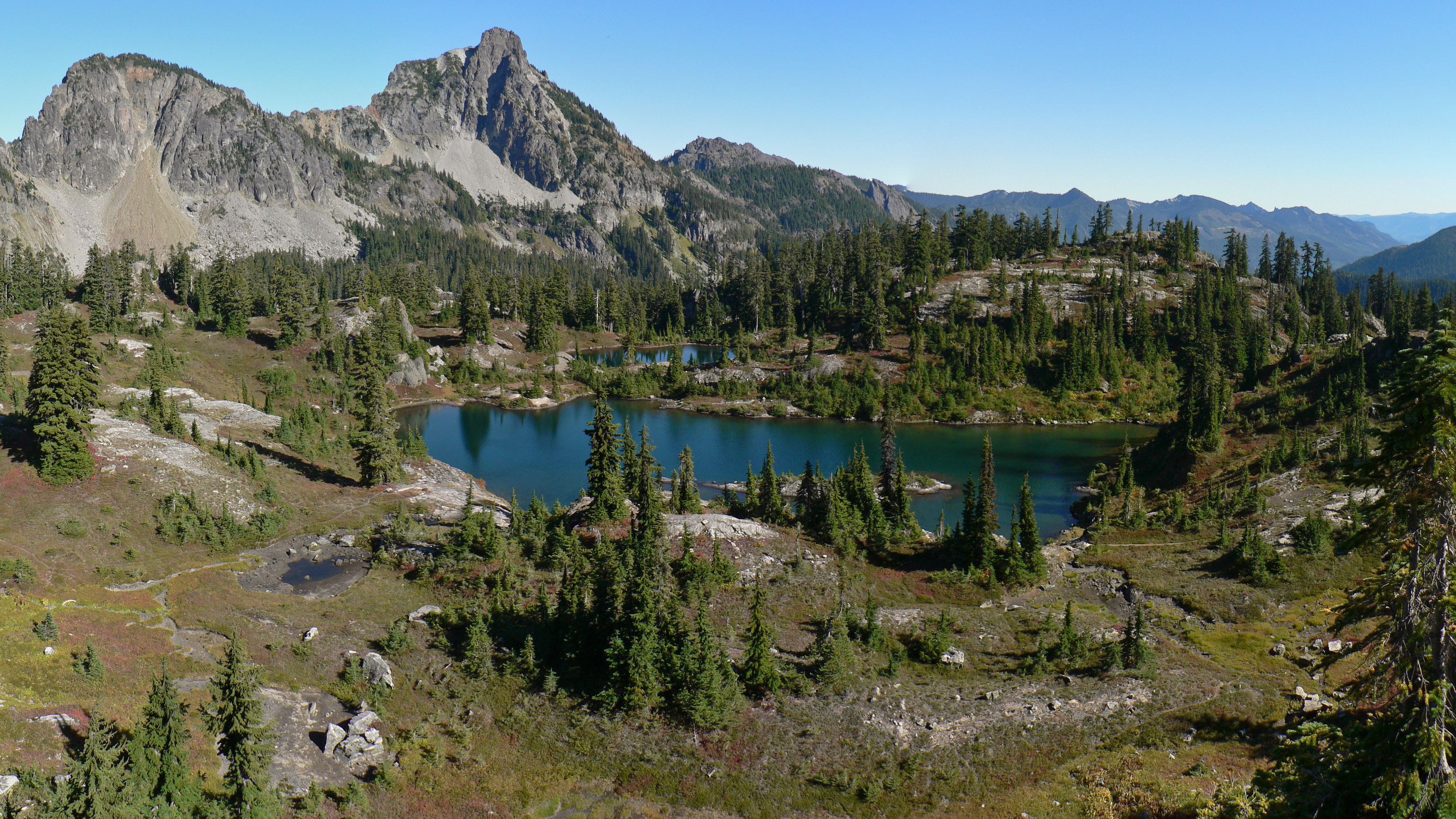
Região da Cordilheira das Cascatas, em Washington, nos Estados Unidos.

Montano é um termo biogeográfico utilizado para designar os biomas de montanha localizadas abaixo da linha de árvores.

## Descrição
As regiões montanas geralmente apresentam temperaturas mais frescas (clima de montanha) e com frequência maior humidade que as regiões mais baixas adjacentes, o que se reflecte na presença de biomas específicos onde abundam comunidades de populações de plantas e de animais com características distintas das que ocorrem nas regiões adjacentes.
As áreas acima da linhas de árvores são designadas como regiões de clima alpino. As áreas abaixo das de bioma montano são designadas por regiões submontanas.
Segundo o Sistema de zonas de vida de Holdridge, os ecossistemas montanos apresentam um clima de altura equiparável com o clima temperado, em correspondência com a média anual da sua biotemperatura.